# گل برنجی
گل برنجی، روستایی در دهستان گل برنجی بخش مرکزی شهرستان خفر در استان فارس ایران است. این روستا، مرکز دهستان گل برنجی است.

## جمعیت
بر پایه سرشماری عمومی نفوس و مسکن در سال ۱۳۹۵، جمعیت این روستا برابر با ۱٬۶۷۹ نفر (۵۱۱ خانوار) بوده است.